# Мар'ян Пшевлоцький
Мар'ян Роман Пшевлоцький (пол. Marian Roman Przewłocki; 27 лютого 1888 — 20 грудня 1966) — польський військовик, бригадний генерал Війська Польського.

## Біографія
Походив із знатного роду гербу Пшестшал. Був сином Мечислава, поміщика, полковника російської армії, і Пауліни Тшецяківни. З 1909 року проходив військову службу в російській кавалерії. Під час Першої світової війни воював на німецькому фронті. У 1917—1918 роках був штаб-офіцером 1-го польського корпусу в Росії та начальником штабу дивізії уланів.
У польській армії з 5 грудня 1918 року обіймав такі посади: начальник штабу Генерального командування округу «Лодзь» (9–23 грудня 1918 р.), начальник штабу автоінспекції, начальник штабу Волинського фронту (березень 1919 — березень 1920), командир кавалерійської дивізії Серединної Литви (січень — вересень 1921), директор наук Центрального кавалерійського училища в Грудзондзі.
1 листопада 1924 року він був зарахований до Вищого військового училища у Варшава. 15 жовтня 1925 року після закінчення курсу та отримання наукового диплома офіцера Генерального штабу був призначений у розпорядження міністра військових справ. 16 грудня 1925 року переведений до 14-го полку язловецьких уланів у Львові на посаду командира полку . 14 квітня 1927 року Президент Республіки Польща призначив його командиром 3-ї незалежної кавалерійської бригади у Вільнюсі   . 21 грудня 1932 року президент Польщі Ігнацій Мосцицький надав йому звання бригадного генерала. 12 травня 1937 року він узяв на себе командування кавалерійською бригадою Кресова. У серпні 1939 року він став командиром кавалерійської оперативної групи No 2.
На цій посаді він брав участь у вересневій кампанії. 5-6 вересня 1939 року командувач передмістям «Вишогруд» у складі армії «Модлин». Згодом він командував армією Люблін. Він потрапив у полон до радянських окупантів, звідки втік і пробрався на Близький Схід, у Палестину. У березні 1941 року він опинився в резервному центрі Карпатської стрілецької бригади в Палестині. У червні 1943 року став начальником штабу Війська Польського на Сході. З червня 1944 по березень 1947 року — командир бази 2-го корпусу .
Після прибуття 2 -го корпусу до Великої Британії був демобілізований і поселився в Лондоні. Він працював складським працівником та вантажником у Continental Food Supply .
Він помер у лікарні в Пенлі. Похований на кладовищі в Елмерс-Енді.

## Нагороди
- Офіцерський хрест ордена Відродження Польщі [5]
- Хрест Хоробрих (тричі, 1922[9])
- Золотий Хрест Заслуг [5]
- Пам'ятна медаль за війну 1918—1921 років[10]
- Медаль Десятиліття відновленої незалежності[10]
- Медаль Перемоги [4]